# Kanton Kremlingen
Der Kanton Kremlingen bestand von 1807 bis 1813 im Distrikt Braunschweig im Departement der Oker im Königreich Westphalen und wurde durch das Königliche Dekret vom 24. Dezember 1807 gebildet.

## Gemeinden
- Kremlingen
- Schandelah
- Abbenrode mit Gardessen
- Destedt mit Hemkenrode
- (Groß-)Veltheim an der Ohe mit Schulenrode
- Klein-Veltheim
- Lucklum (Komturei des Deutschen Ordens), Reitlingen und Erkerode
- Hötzum
- Obern-Sickte sowie Niedern-Sickte
- Niedern-Sickte

## Einzelnachweis
1. ↑  Königliches Decret, wodurch die Eintheilung des Königreichs in acht Departements angeordnet wird. Verzeichniß der Departements, Districte, Cantons und Communen des Königreichs. In: Landschaftsverband Westfalen-Lippe (Hrsg.): Bulletin des lois du Royaume de Westphalie. Band I, Nr. 6, 1807, S. 152 f. (lwl.org [PDF; 4,9 MB; abgerufen am 30. März 2013]).

- Karte mit allen verlinkten Seiten:
- OSM |
- WikiMap